# 510-es évek
Évszázadok: 5. század – 6. század – 7. század
Évtizedek: 460-as évek – 470-es évek – 480-as évek – 490-es évek – 500-as évek – 510-es évek – 520-as évek – 530-as évek – 540-es évek – 550-es évek – 560-as évek
Évek: 510 511 512 513 514 515 516 517 518 519